# La Barby
La Barby es el nombre artístico de Leonardo Javier Veterale (Gran Buenos Aires, 13 de septiembre de 1966), comediante, drag queen e ícono de la cultura LGBT de Argentina.
Desde 2017 es parte del personal del programa radial La Negra Pop y conduce Soy tan biutiful en la radio Pop 101.5.

## Biografía
Nació en la localidad de Paso del Rey, en el Gran Buenos Aires, a 40 km al oeste del centro de la ciudad de Buenos Aires, camino a Luján. Es hijo de padres separados.

De chico jugaba a las bolitas, pero tenía claro que era amanerado, afeminadito... ¡era mariconcito! En la adolescencia lo hablé con mis viejos y me entendieron. Después mi papá falleció y mi mamá fue incondicional. Mi familia aceptó todo.
Leonardo Veterale

Trabajó con su padre en un comercio de venta de sal.
A los 19 años empezó a estudiar actuación en Buenos Aires.
Todos los días viajaba desde Paso del Rey hasta Buenos Aires en el tren Sarmiento. Buscaba avisos por el diario cuando pedían actores. Participó en varias obras de teatro.
Como no le alcanzaba con lo que ganaba, una vecina de su barrio le dijo: «Vos hacés unas tortas riquísimas».
Entonces abandonó la actuación, empezó a cocinar y vender tortas y pastelería para sus vecinos.
Se puso a estudiar pastelería.
Empezó trabajando en la escuela de cocina donde estudió.
Durante diez años, con su oficio de pastelero logró conocer diferentes hoteles hasta obtener un lugar en el Hurlingham Club, situado en el conurbano bonaerense.
Finalmente trabajó en el exclusivo hotel Alvear, en el centro de Buenos Aires.
En 1995 ―cuando tenía 28 años―, en un carnaval en la ciudad de Buenos Aires, con un grupo de amigos gais decidieron disfrazarse de mujeres.
Sus influencias eran Divine (1945-1988), RuPaul (1960), y Lady Bunny (1962).

Empecé a hacer lo de La Barby, porque ese personaje surgió en ese carnaval; ahí afloró un poco lo de la actuación que había tapado. Siempre poníamos excusas para disfrazarnos porque no teníamos ropa o zapatos. Esa vez dijimos: «Vamos a comprarnos zapatos, una peluquita». Bueno empezó así: después me presenté en un concurso en un boliche que ya no existe, que se llamaba Búnker. Ahí fue donde conocí a Flor de la V. ¡Mirá los años que hace! [...] Tenía una terrible necesidad de llamar la atención. Iba de pantalón y camperita de plush, sombrero. Así con pestañas postizas y peluca. ¡Cualquier cosa! Un mamarracho era.
Leonardo Veterale

El seudónimo «La Barby» fue una idea del modisto Jorge Ibáñez, porque Veterale llevaba a todos lados una muñeca traída de Estados Unidos que repetía frases alocadas en español.
Sus primeras apariciones fueron en la histórica discoteca gay Búnker, un ícono de la movida gay de los años 1990.
En esa época se hizo íntimo amigo de Florencia de la V.
En el año 2000 se presentó con Fernando Peña en la obra de teatro Esquizopeña: el musical.

Me daba un poco de cosa salir disfrazado. En especial, cuando vivía con mi mamá y salía vestido de Barby.
Leonardo Veterale

Trabajó todas las noches como actor de teatro under personificando a La Barby.

Yo lo encaré a Gerardo [Sofovich] en el Bailando de Marcelo Tinelli cuando iba a alentar a Celina Rucci y a Flor de la V, que me hizo salir de la tribuna y me presentó. Lo mío fue genuino, no como todos los gatos que dicen ser novias de La Tota.
Leonardo Veterale

Firmó contrato con el empresario Gerardo Sofovich para coprotagonizar junto a Moria Casán Una familia poco normal, siendo el éxito de la temporada.
Actuó en Varieté para María Elena (obra homenaje a María Elena Walsh), y más tarde en La fiesta está en el Tabaris junto a Florencia de la V.

Mi personaje nace de observar mujeres, modismos de gente muy femenina. No es algo que tenga yo. Yo hice esto jugando, y salió y pegó. La verdad no fue algo muy pensado, como Gasalla, en el sentido de «voy a hacer tal personaje». A mí me salió esto.
Leonardo Veterale

En televisión trabajó en programas como Hielo y limón, en varios programas de Moria Casán y en El muro infernal, entre otros. 
Con su profesión, Leonardo Veterale viajó a París.
Se ha consagrado como partenaire del periodista Ángel de Brito en el programa BDV (Bien de verano) por el canal Magazine, en el que encarna a una simpática cronista.
En 2015 presenta una columna todos los viernes en ese programa.
Como cantante, su primer álbum fue Manda “perra” al 2020, con cortes como «Supertravesti (Super Barby)» o «Soy tan beautiful»; es la primera drag queen argentina en lanzarse a la música.
En la mañana del martes 11 de marzo de 2014, tras quince años de convivencia (desde 1999),
Leonardo Veterale decidió casarse con su novio Germán.
Contrajeron matrimonio en el Registro Civil de la calle Uruguay (Buenos Aires).
Algunos de los invitados célebres fueron Florencia de la V, la Negra Vernaci y los periodistas Ángel de Brito y Andrea Taboada (compañeros de Veterale en el ciclo de Magazine).

Él me conoce como soy yo. Es más, cuando él me conoció me cruzó en una esquina neurálgicamente gay de entonces [1999], Santa Fe y Pueyrredón. Pero él me vio en la esquina, pasó con un grupo de amigos, y dijo: «Ese gordo me gustó».
 «Es la Barby», le dijeron.
 «¿Cómo que es la Barby?».
Entonces un día él no tenía ganas de salir pero le dijeron que fuera al boliche donde estaba la Barby. Al final de la noche, me encaró. Yo estaba montadísimo en La Barby, pero él tenía en la cabeza la imagen que vio en Santa Fe y Pueyrredón, que era esta, la de varón. Y medio que se tiró a una pileta de dulce de leche; cuando me saqué el disfraz se quedó tranquilo de que era yo. Y hace 15 años que estamos. Él me ayudó mucho a descubrir el Leo que soy y a separarme de la Barby.
Leonardo Veterale

En 2017 fue convocado por la Negra Vernaci en su paso a la radio POP 101.5 donde comenzaría el ciclo "La Negra Pop", desde ese momento forma parte del equipo del programa con gran éxito saliendo al aire de lunes a viernes de 9am a 13hs. Comparte con La Negra Vernaci, Flor Halfon, Carlos Sturze, Marcos Aramburu y hasta 2022 con Humberto Tortonese. La Barby cuenta en la actualidad con dos segmentos propios titulados "El Faiclotin" y el "Very Important Puto"
En 2021 recibe la propuesta de tener su propio programa de radio los días sábados en Pop Radio 101.5 en el horario de 22hs a 00hs. Finalmente el proyecto se llamó "Soy Tan Biutiful" título de su canción más emblemática, primeramente el equipo fue compuesto por La Barby como conductora, Pampito Perelló como coconductor y Gustavo Galván como locutor teniendo su primera emisión el 2 de octubre de 2021. Para la segunda temporada que comenzó el 8 de enero de 2022 el equipo se consolido con La Barby y Pampito, el programa sigue en emisión a partir del 1 de septiembre los viernes de 21 a 24 hs. hasta la actualidad con buena audiencia.
La Barby aparece esporádicamente en programas de televisión como LAM y galas de la revista Gente o premios como el Martín Fierro.

## Televisión
| Año           | Programa                                  | Rol                | Canal              |
| ------------- | ----------------------------------------- | ------------------ | ------------------ |
| 1997          | Gasalla en la Tele                        | Invitada           | Canal 9            |
| 1999          | Hielo y Limón                             | Invitada           | América TV         |
| 2002          | Zap TV                                    | Invitada           | Canal 9            |
| 2008 - 2017   | Bien de Verano BDV                        | Panelista          | Ciudad Magazine    |
| 2009          | Almorzando con Mirtha Legrand             | Invitada           | América TV         |
| 2013          | Los Grimaldi                              | Actriz             | Canal 9            |
| 2013          | Bendita                                   | Musical            | Canal 9            |
| 2015          | Sabía Que Vendrías y Te Preparé un Pastel | Conductora         | YouTube            |
| 2017          | Tardes Nuestras                           | Invitada           | KZO                |
| 2018          | Los ángeles de la mañana                  | Panelista          | Canal 13           |
| 2018          | Venite con Georgina                       | Invitada           | Crónica TV         |
| 2019          | Confrontados                              | Invitada           | Canal 9            |
| 2019          | El Gran Premio de la Cocina               | Jurado/Invitada    | Canal 13           |
| 2019          | Las Rubias Net                            | Invitada           | Net TV             |
| 2020          | Mamushka                                  | Invitada           | Canal 13           |
| 2020          | Match Game                                | Invitada           | Canal 13           |
| 2021, 2023    | LAM                                       | Panelista invitada | América TV         |
| 2025-presente | LAM                                       | Panelista rotativa | América TV         |
| 2021 - 2022   | Cocinando con la Barby                    | Conductora         | Lácteos Luz Azul   |
| 2021          | Mamushka                                  | Invitada           | Canal 13           |
| 2022          | Match Game                                | Invitada           | Canal 13           |
| 2022          | Noche de Mente                            | Invitada           | Televisión Pública |

## Teatro
- Esquizopeña el musical (2003) de Fernando Peña
- Ni la más *uta (2006) de Fernando Peña
- Una familia poco normal (2008) de Gerardo Sofovich
- Varieté para María Elena (2008) de Gerardo Sofovich
- Gracias a la Villa (2009) de Gerardo Sofovich
- El champagne las pone mimosas (2010) de Gerardo Sofovich
- Lady Domina (2014) de Paul Caballero

## Radio
- La Negra Pop (Pop Radio) (2017- Actualidad)

- Soy Tan Biutiful (Pop Radio) (2021- Actualidad)